# Сметанино (Архангельская область)
Сметанино — деревня в Шенкурском районе Архангельской области. Входит в состав муниципального образования «Федорогорское».

## География
Деревня расположена в южной части Архангельской области, в таёжной зоне, в пределах северной части Русской равнины, в 22 километрах на север от города Шенкурска, на правом берегу реки Вага. 
Часовой пояс
Сметанино, как и вся Архангельская область, находится в часовой зоне МСК (московское время). Смещение применяемого времени относительно UTC составляет +3:00.

## Население
| 2002 | 2010 | 2012 |
| ---- | ---- | ---- |
| 7    | ↘3   | ↘1   |

## История
Указана в «Списке населенных мест Архангельской губернии к 1905 году» как деревня Сметанинское насчитывает 52 двора, 252 мужчины и 249 женщин. В административном отношении деревня входила в состав Сметанинского сельского общества Предтеченской волости Шенкурского уезда Архангельской губернии. Указано наличие в деревни церкви и школы.
В марте 1918 года из Предтеченской волости выделяется Шеговарская, а впоследствии, в том же году, из Шеговарской выделяется Сметанинская волость. В её составе находились: село Сметанино, в котором было волостное правление, деревни Верхняя, Запольная и Часовенская, а также хутор Сметанино, расположенный в полутора верстах от села. На 1 мая 1922 года в волости было 109 дворов, 246 мужчин и 299 женщин.